# Mässen
Mässen, även Bofors Mässen, är ett av industriföretaget Bofors tidigare hotell i Karlskoga. Det ersattes av Bofors hotell 1930 och var Bofors andra hotell.
Mässen var från början tänkt att uteslutande betjäna Bofors affärsgäster. Den byggdes av Per Hultén och uppfördes efter ritningar av Folke Zettervall. Mässen byggdes på 1900-talet, stod färdigt 1906 och invigdes officiellt 1908. Byggnaden renoverades på 1980-talet av inredningsarkitekt Kristina Winberg.